# Stekbord

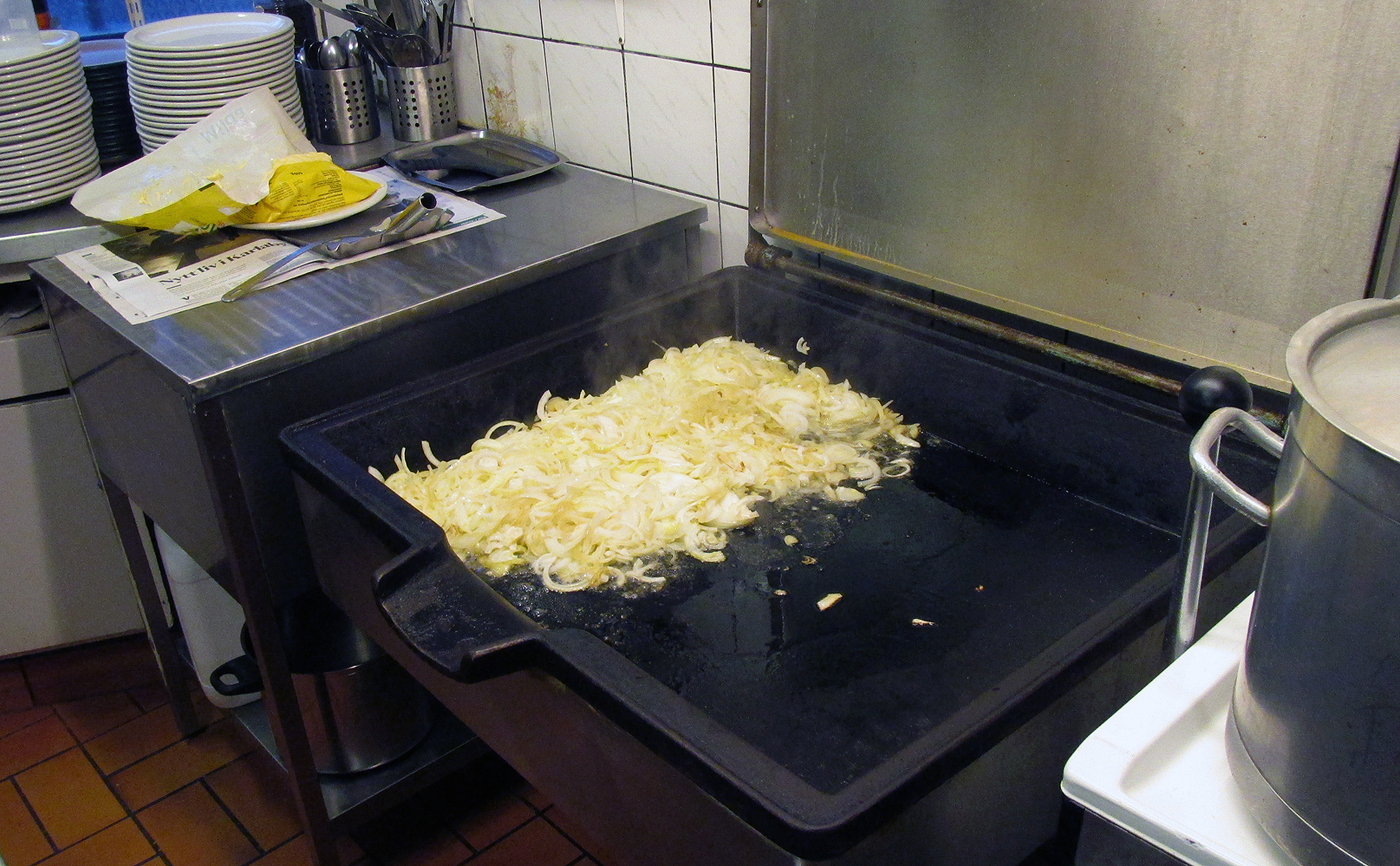
Ett stekbord med lök.

Stekbord är ett spisliknande kökstillbehör som kan användas vid matlagning, där ovansidan består av en stekplatta likt en stekpannas yta. Råvarorna som skall stekas placeras direkt på den varma stekytan utan någon stekpanna. Inom restaurang- och krögarbranschen är ett stekbord ett godkänt sätt att tillaga varm mat på för att uppnå ett av de krav som ställs för att få ett serveringstillstånd. Gjutjärn och kolstål är två populära material för stekbord med unika egenskaper. Valet av material beror på användarens prioriteringar gällande vikt, uppvärmningstid och underhållsberedskap. 